# Латинін Леонід Олександрович
Леоні́д Олекса́ндрович Лати́нін (*20 липня 1938, Приволзьк) — російський поет и письменник.

## Біографія
Першим учителем був Петро Костянтинович Сумароков, син священика.
Першими книгами були Біблія і кілька сотень томів теологічної літератури з домашньої бібліотеки, як рукописних, так і виданих в XVIII-XIX століттях.
У 1964 році закінчив філологічний факультет МДУ. Заняття в семінарах у Миколи Гудзія, Миколи Івановича Ліба, слухання курсів С. І. Радциг вплинули на прихильність до теми російського дохристиянського пантеону, яка реалізувалася як в дослідженнях, так і в наступних романах.
У 1962-1974 роках працював у видавництві «Художня література», на радіо — в іспанській, потім бразильської редакції, і, нарешті, у відділі поезії журналу «Юність».
Після 1974 року багато часу провів російською Півночі, займаючись вивченням іконографії та промислів народного мистецтва.
У 1980-і роки працював над перекладами середньоазійських поетів.
Автор романів «Гример і Муза», «Сплячий під час жнив», виданих в Європі і Америці.
З 1960 року проживає в Москві. Член Спілки письменників СРСР з 1974 року.
Сім'я: 
- дружина — літературний критик Алла Миколаївна Латиніна.
  - дочка — письменник і журналіст Юлія Латиніна.

### Книги стихов
- 1977 — «Патріарші пруди»
- 1983 — «Осінні годинник»
- 1986 — «Осінній щоденник»
- 1988 — «Перед прозою»
- 1993 — «Обряд»
- 2000 — «Сон срібного століття»
- 2002 — «Фонетичний шум» (діалоги з Євгеном Витковским)
- 2006 — «На схилі світла», в серії «Сон срібного століття»
- 2007 — «Риси і рези»
- 2008 — «Будинок врат»
- 2010 — «Дозвільний щоденник»
- 2012 — «Тубільний словник»

### Проза

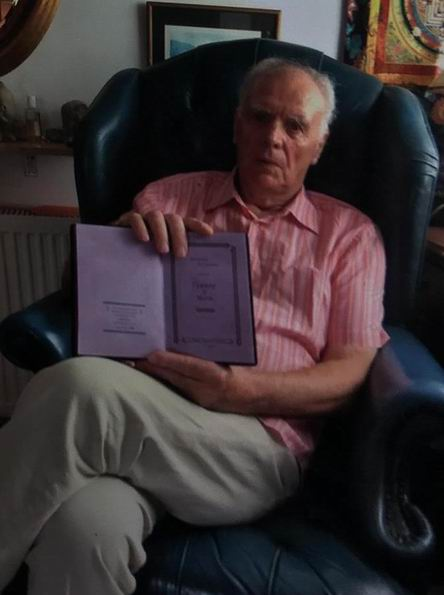
Леонід Латинін з книгою «Два гримерів» (2018)

- 1988 — «Гример і Муза (в чужому місті)», роман
- 1993 — «Сплячий під час жнив», роман
- 1993 — «Ставр і Сара», роман
- 1999 — «The Face-Maker and The Muse» (переклад на англійську мову)
- 2003 — «Російська правда» (романы «Жертвоприношення», «Берлога», «Гримёр і Муза»)

### Змішані збірники творчості
- 2014 — «Два гримерів [Архівовано 21 липня 2021 у Wayback Machine.]» поетична збірка і нова редакція роману «Гример і Муза» (в співавторстві з Ю. Ханоном)

### Дослідження в галузі народного мистецтва
- 1983 — «Образи народного мистецтва»
- 1992 — «Образи російської народного мистецтва»
- 1993 — «Язичництво стародавньої Русі в народному мистецтві»
- 2007 — «Основні сюжети російського народного мистецтва»